# The Crowded Sky
The Crowded Sky (bra Céu de Agonia) é um filme estadunidense de 1960, dos gêneros drama, aventura e ação, dirigido por Joseph Pevney, com roteiro de Charlels Schnee baseado no romance The Crowded Sky, de Hank Searls.

## Sinopse
Três pilotos, dois civis e um  militar, enquanto voam, refletem seus problemas pessoais, desapercebidos de estarem em rumo de colisão.

## Elenco
- Dana Andrews ....... Dick Barnett
- Rhonda Fleming ....... Cheryl 'Charro' Heath
- Efrem Zimbalist Jr. ....... Dale Heath
- John Kerr ....... Mike Rule
- Anne Francis ....... Kitty Foster
- Keenan Wynn ....... Nick Hyland
- Troy Donahue ....... McVey
- Joe Mantell ....... Louis Capelli
- Patsy Kelly ....... Gertrude Ross
- Donald May ....... Norm Coster
- Louis Quinn ....... Sidney Schreiber
- Ed Kemmer ....... Caesar
- Tom Gilson ....... Robert 'Rob' Fermi
- Hollis Irving ....... Beatrice Wiley
- Paul Genge ....... Samuel N. Poole
- Jean Willes ....... Gloria Panawek
- Frieda Inescort ....... sra. Mitchell
- Nan Leslie ....... Bev
- Ken Currie ....... Dick Barnett Jr.